# Кюльвет, Вальтер
Вальтер Кюльвет (эст. Valter Külvet; 19 февраля 1964, Ыйзу, Вильяндимаа — 2 июля 1998, Мякса, Тартумаа) — советский и эстонский легкоатлет, специалист по многоборьям. Выступал за сборные СССР и Эстонии по лёгкой атлетике в 1983—1994 годах, серебряный призёр Универсиады, многократный победитель и призёр первенств национального значения, участник летних Олимпийских игр в Сеуле.

## Биография
Вальтер Кюльвет родился 19 февраля 1964 года в посёлке Ыйзу Эстонской ССР.
Начал показывать высокие результаты уже в юном возрасте, в частности в 1978 году выиграл юниорское первенство СССР в восьмиборье.
Впервые заявил о себе на взрослом уровне в сезоне 1981 года, когда выиграл чемпионат Эстонской ССР в десятиборье. Показанный здесь результат в 8104 очка долгое время являлся мировым рекордом среди спортсменов до 18 лет.
Первого серьёзного успеха на международной арене добился в 1983 году — в это время вошёл в состав советской национальной сборной и побывал на юниорском европейском первенстве в Швехате — превзошёл всех соперников в десятиборье и завоевал золотую медаль. Однако в том же году его спортивная карьера прервалась из-за травмы, и в дальнейшем травмы преследовали его на протяжении всего пути в спорте.
В 1985 году Кюльвет выиграл бронзовую медаль в десятиборье на чемпионате СССР в Ленинграде. Будучи студентом, отправился представлять страну на летней Универсиаде в Кобе, откуда привёз награду серебряного достоинства — уступил здесь только американцу Майку Рамосу.
В 1986 году на чемпионате СССР в Москве, состоявшемся в рамках Игр доброй воли, стал бронзовым призёром позади Григория Дегтярёва и Александра Апайчева. Позже на чемпионате Европы в Штутгарте из-за травмы досрочно завершил выступление.
В 1987 году победил на домашнем чемпионате СССР в Таллине, тогда как на чемпионате мира в Риме в связи с травмой вновь вынужден был сойти с дистанции.
Благодаря череде удачных выступлений удостоился права защищать честь страны на летних Олимпийских играх 1988 года в Сеуле — здесь его выступлению так же помешала травма, он вынужден был отказаться от дальнейшего участия в олимпийском турнире после первого соревновательного дня.
После распада Советского Союза Кюльвет ещё в течение некоторого времени представлял эстонскую национальную сборную. Так, в 1994 и 1995 годах он ещё дважды становился чемпионом Эстонии в десятиборье, принимал участие в Играх доброй воли в Санкт-Петербурге, где с результатом в 7612 очка финишировал пятым.
По завершении спортивной карьеры проявил себя как успешный предприниматель, занимался поставками леса из России.
Вечером 1 июля 1998 года поступило сообщение о пропаже Вальтера Кюльвета, а 3 июля на территории волости Мякса было обнаружено его тело со следами от побоев. Полиция установила, что с момента смерти прошло как минимум 24 часа, бывшего спортсмена убили в результате ограбления и угона автомобиля.